# Stonehenge américain
Ne doit pas être confondu avec Georgia Guidestones.
Le Stonehenge de l'Amérique (America's Stonehenge en anglais, connu jusqu'en 1982 sous le nom de Mystery Hill), est un site abritant de gros rochers et des structures en pierres disséminés sur environ 120 000 m2 près de la ville de Salem dans le New Hampshire, dans le nord-est des États-Unis. L'appellation America's Stonehenge est un néologisme récent. Il n'y a aucun lien avec le site de Stonehenge en Angleterre. Ouvert au public moyennant un droit d'entrée, le site est devenu une attraction touristique populaire, en particulier auprès des adeptes du New Age. 

## Historique
L'histoire du site est embrouillée en partie du fait des interventions de William Goodwin, un agent d'assurances qui avait acheté les terres portant le site en 1936. Il était convaincu que Mystery Hill était la preuve que les Culdee, des moines irlandais, avaient vécu sur place longtemps avant la découverte de l'Amérique, une thèse qu'il cherchait à faire connaitre. À cette fin, il déplaça plusieurs pierres, estimant qu'elles n'étaient pas à leur place originelle, du même coup détruisant en bonne partie l'intérêt archéologique des lieux. Le propriétaire actuel des lieux, la société privée America's Stonehenge Foundation, affirme que ses interventions sont « une des raisons pour lesquelles l'énigme de Mystery Hill est si obscure ».
La configuration du site a été modifiée également par l'activité de carriers. Nombre de pierres présentent en effet des traces de foret laissées après 1830.

## Théories
Parmi les nombreuses théories non vérifiées concernant les origines du site figure celle selon laquelle le site pourrait être un observatoire astronomique construit par une civilisation précolombienne inconnue. Les tenants de cette thèse affirment que certaines pierres sont encastrées dans des arbres qui auraient pu pousser avant l'arrivée des premiers colons, qu'il y a des similitudes entre les ruines et l'architecture phénicienne et que les marques sur certaines pierres ressemblent à des systèmes d'écriture antiques de l'Ancien Monde. Barry Fell, spécialiste de biologie marine de l'université Harvard et épigraphiste amateur, affirmait que des inscriptions du site étaient en ogham, en phénicien et en ibérien (aussi connu sous le nom d'ibérien-punique).
Une « roche sacrificielle » qui comporte des rainures pouvant servir à l'écoulement du sang, ressemble étrangement à des pierres trouvées dans plusieurs fermes anciennes qui servaient à extraire la soude caustique des cendres de bois, première étape dans la fabrication du savon.

## Datation
Pour le professeur en archéologie Curtis Russels, la théorie selon laquelle America's Stonehenge fut érigé par les Celtes n'est pas crédible : le site n'a livré aucun objet de l'âge du bronze (en fait aucun objet européen de cette période n'a été trouvé dans les Amériques). America's Stonehenge est l'une des centaines de zones comportant de curieux aménagements en pierre et des réduits souterrains (chambres, tunnels) que l'on trouve en  Nouvelle-Angleterre : ainsi à Upton (Massachusetts), à Groton (Connecticut), à Petersham (Massachusetts), à Goshem, à Concord et Bridgewater près de Boston (Massachusetts). Alors qu'on avait toujours pensé qu'il s'agissait de caveaux à tubercules du temps de la colonisation, certains archéologues de la fin du XIXe siècle se mirent à y voir l'œuvre de colons européens entre les IIe et Ier millénaires av. J.-C..
Les inscriptions ou pétroglyphes trouvés sur des rochers comme Bourne Rock au cap Cod et Dighton Rock à Dighton dans le Massachusetts ont été attribués à des colons pré-colombiens, ce que réfutent les archéologues américains, pour qui il n'existe pas d'inscriptions de l'Ancien Monde en Amérique du Nord, du moins avant l'arrivée des anciens Scandinaves à Terre-Neuve vers l'an mille de notre ère.
La datation au carbone 14 des puits de charbon découverts sur place donne une date entre 173 et 2000 av. J.-C.
Des objets trouvés sur le site amènent les archéologues à conclure que les pierres furent assemblées par des fermiers du cru au XVIIIe siècle et au XIXe siècle.